# تحت السقف (فلم)
تحت السقف فيلم سوري للمخرج نضال الدبس، ويحكي قصة مصور افراح شاب هو مروان ومسيرة الحياة بين الحب والألم، الفتاة التي احبها وصديقه والمشاعر الإنسانية، والكثير من الأحداث التي تدور مكونه قصة الفيلم يستخدم المخرج لقطات متنوعة في انسياب معبر وجيد يحقق المطلوب.

## بطولة وتمثيل
- رامي حنا
- سلافة معمار
- فارس الحلو
- أمل عمران
- رغدة شعراني
- عبد السلام الطيب
- حلا عمران

إخراج : نضال الدبس

## وصلات خارجية
- مقالات تستعمل روابط فنية بلا صلة مع ويكي بيانات